# Faustino Prieto Alfaro
Faustino Prieto Alfaro (* 13. Februar 1991) ist ein äquatorialguineischer Leichtathlet, der sich auf den Mittelstreckenlauf spezialisiert hat.

## Sportliche Laufbahn
Erste internationale Erfahrungen sammelte Faustino Prieto Alfaro im Jahr 2023, als er dank einer Wildcard über 800 Meter bei den Weltmeisterschaften in Budapest an den Start ging und dort mit 2:04,20 min in der ersten Runde ausschied.